# Gay (joueur de rugby à XV)
Pour les articles homonymes, voir Gay (patronyme) et Gay.
 (mai 2018).
Gay, né en 1898, classe militaire 1918, est un joueur français de rugby à XV du Stade toulousain, durant le premier conflit mondial, ayant joué au poste de demi d'ouverture.

## Palmarès
- Coupe de l'Espérance en 1916 ;
  - Finaliste de la Coupe de l'Espérance en 1917[1] ;
- Coupe de l'Avenir en 1917 (à Paris, face à une Sélection parisienne).